# America (America-Album)
America ist das Debütalbum der gleichnamigen Folk-Rock-Band America, das 1971 veröffentlicht wurde. Die Erstauflage des Albums war zunächst kein kommerzieller Erfolg, jedoch ging man kurze Zeit später wieder ins Studio, um das Stück A Horse with No Name aufzunehmen und als Single herauszubringen. Ende 1971 und Anfang 1972 wurde es zu einem der größten Hits der Band, woraufhin auch das erste Album mit Platin ausgezeichnet wurde, das um die Hit-Single ergänzt worden war. Mit Sandman und I Need You enthielt das Album zudem zwei weitere Stücke, die sich bis heute großer Beliebtheit erfreuen und regelmäßig im Live-Programm der Band vertreten sind.

## Titelliste
1. Riverside (Bunnell) – 3:12
2. Sandman (Bunnell) – 4:02
3. Three Roses (Bunnell) – 3:54
4. Children (Bunnell) – 3:54
5. A Horse with No Name (Bunnell) – 4:10
6. Here (Beckley) – 5:10
7. I Need You (Beckley) – 3:04
8. Rainy Day (Peek) – 2:55
9. Never Found the Time (Peek) – 3:50
10. Clarice (Beckley) – 4:10
11. Donkey Jaw (Peek) – 5:17
12. Pigeon Song (Bunnell) – 2:17

## Kommerzieller Erfolg

### Chartplatzierungen
| ChartsChartplatzierungen       | Höchstplatzierung | Wochen |
| ------------------------------ | ----------------- | ------ |
| Vereinigte Staaten (Billboard) | 1 (40 Wo.)        | 40     |
| Vereinigtes Königreich (OCC)   | 14 (13 Wo.)       | 13     |

### Auszeichnungen für Musikverkäufe
| Land/Region               | Auszeichnungen für Musikverkäufe (Land/Region, Auszeichnung, Verkäufe) | Verkäufe  |
| ------------------------- | ---------------------------------------------------------------------- | --------- |
| Frankreich (SNEP)         | Gold                                                                   | 100.000   |
| Kanada (MC)               | Platin                                                                 | 100.000   |
| Neuseeland (RMNZ)         | Gold                                                                   | 7.500     |
| Vereinigte Staaten (RIAA) | Platin                                                                 | 1.000.000 |
| Insgesamt                 | 2× Gold · 2× Platin ·                                                  | 1.207.500 |